# Prefectura d'Inezgane-Aït Melloul
La prefectura d'Inezgane-Aït Melloul (en àrab عمالة أنزكان - آيت ملول, ʿamālat Anazgān - Āyt Mallūl; en amazic ⵉⵏⵣⴳⴳⴰⵏ ⴰⵢⵜ ⵎⵍⵍⵓⵍ, tamnbaḍt n Inzggan - Ayt Mllul) és una de les prefectures del Marroc, fins 2015 part de la regió de Souss-Massa-Draâ i actualment de la de Souss-Massa. Té una superfície de 293 km² i 541.118 habitants censats en 2014. La capital és Inezgane. Fou creada en 1994 mitjançant decret n. 2-94-64 del 24 de maig quan es va desmembrar l'antiga província d'Agadir.

## Divisió administrativa
La prefectura d'Inezgane-Aït Melloul consta de 3 municipis i 3 comunes:
| Municipis i comunes | Població (2. Set. 1994) | Població (2. Set. 2004) |
| ------------------- | ----------------------- | ----------------------- |
| Inezgane            | 92.485                  | 112.753                 |
| Aït Melloul         | 82.764                  | 130.370                 |
| Dcheira El Jihadia  | 72.182                  | 89.367                  |
| Lqliâa              | 17.917                  | 47.837                  |
| Temsia              | 15.756                  | 26.385                  |
| Oulad Dahou         | 11.276                  | 12.902                  |